# Rudimentair (taal)
In de taalkunde wordt het begrip rudimentair gebruikt bij taalverschijnselen die niet langer in ontwikkeling of actief gebruik zijn, of waarvan nog maar een paar vormen worden gebruikt. Zo is in het Latijn de zevende naamval, de locativus, rudimentair geworden; zij komt enkel nog voor in vaststaande uitdrukkingen en haar functie is geminimaliseerd.
Romae wordt bijvoorbeeld vaker gebruikt dan in Roma, terwijl beide in Rome betekenen.

In het Nederlands bestonden naamvallen, en zo zijn er versteende zegswijzen die naamvallen gebruiken:
- Wiens tas is dit? (Van wie...)
- de man des huizes (...van het huis)

Voor constructies die zelden of nooit worden gebruikt wordt ook wel het woord archaïsme gebruikt.